# أبل إم 2
آبل ام 2 (بالإنجليزية: Apple M2)‏ هو ثاني معالج قائم على رقاقة صممته شركة أبل كوحدة معالجة مركزية ووحدة معالجة الرسوميات لأجهزة ماكنتوش المحمولة وجهاز آي باد برو اللوحي. أعلنت عنه الشركة في مؤتمر آبل العالمي للمطورين الذي أقيم في 6 يونيو 2022.